# 反坦克导弹

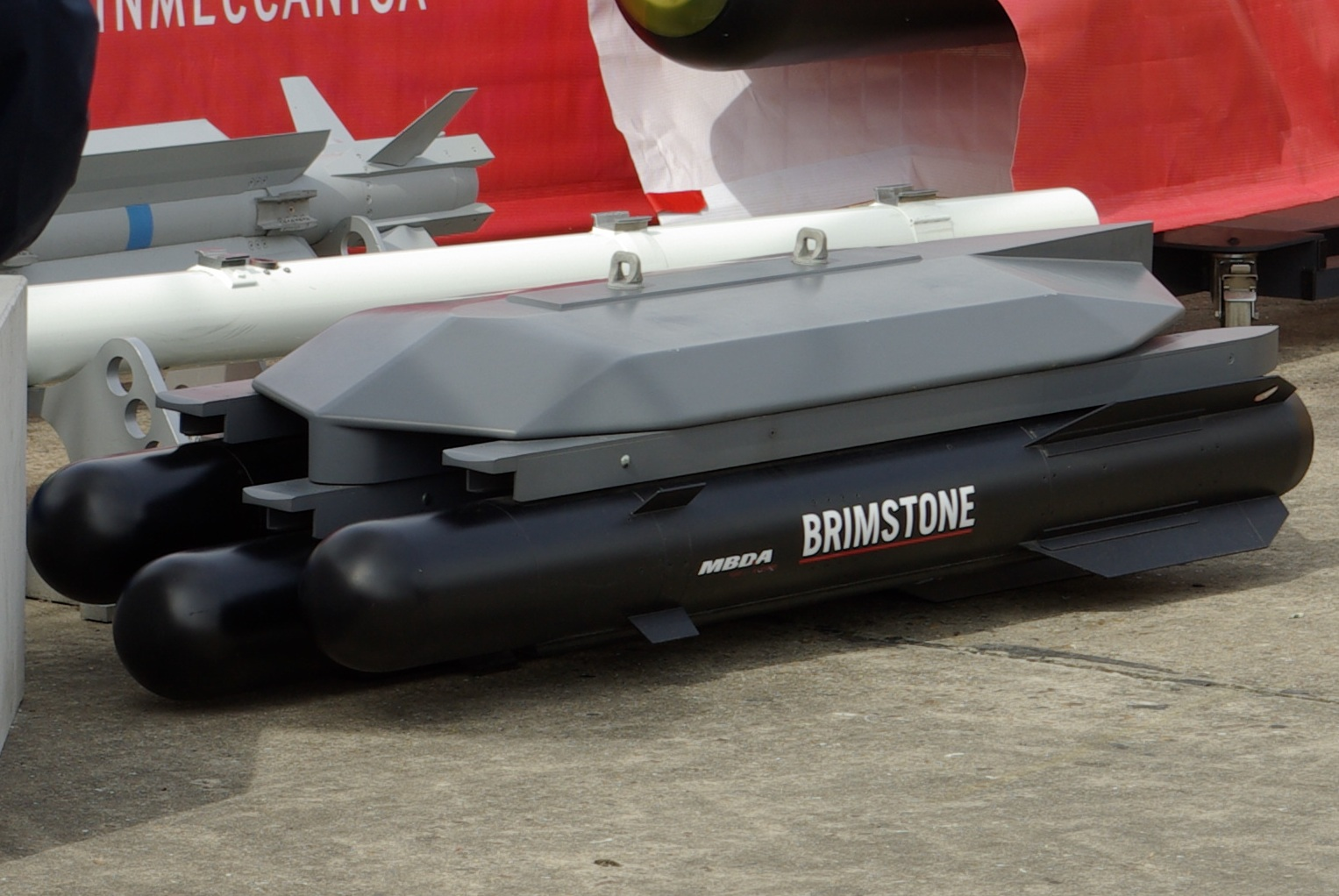
英国皇家空军的硫磺石反坦克飛彈是一种在21世紀先進的反坦克导弹，可執行射後不理。

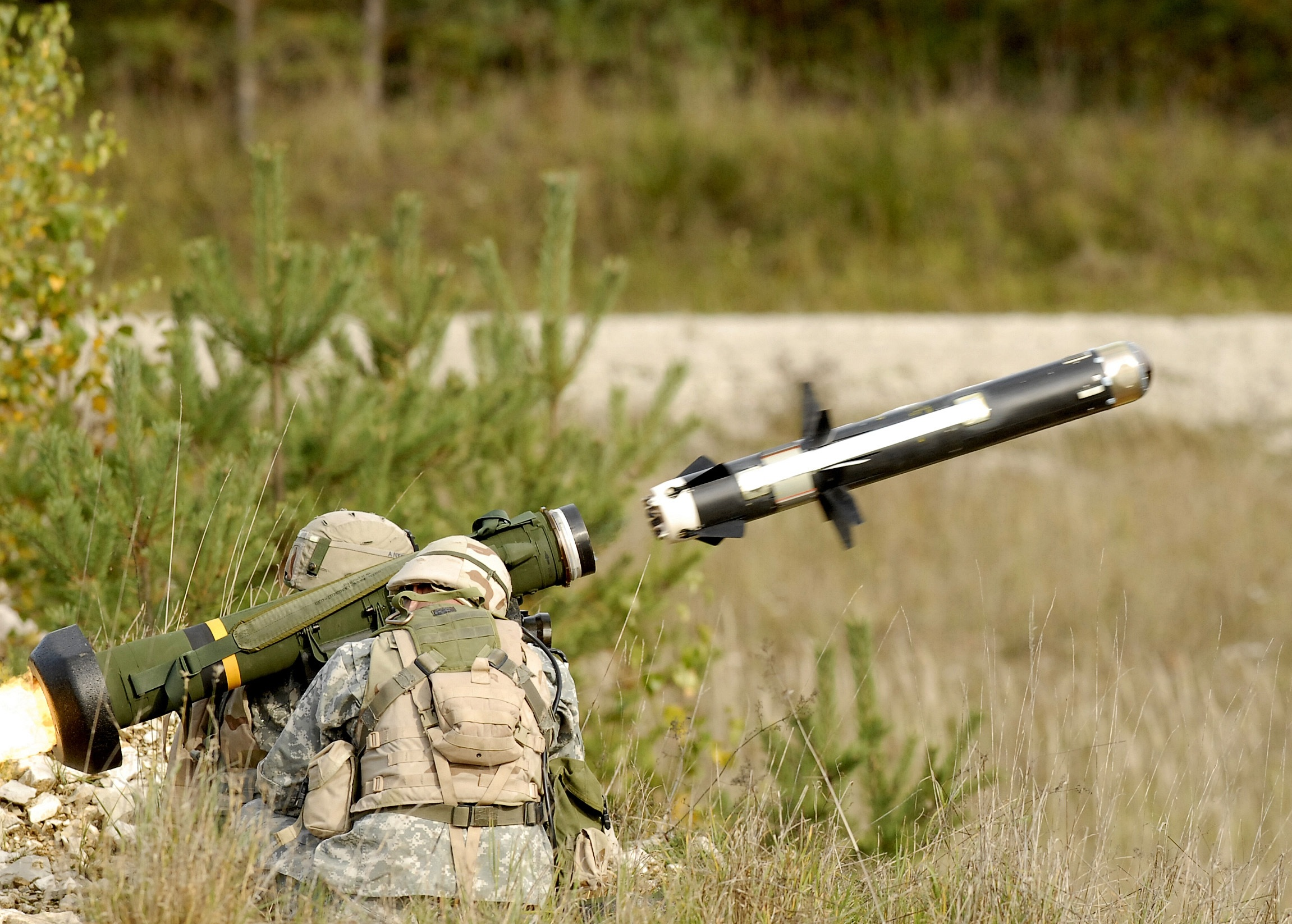
步兵肩射式FGM-148標槍飛彈，可讓步兵在執行反戰車作戰完後直接撤離。

反坦克导弹或反坦克制导武器是一种被专门用来袭击并摧毁坦克或者其它装甲战斗车辆的制导导弹。

## 歷史
戰車於第一次世界大戰出現在戰場之後，各種反戰車武器相繼出籠，在二次世界大戰爆發前與初期，主要的反戰車武器是反戰車炮，步兵可以使用的反戰車武器如反戰車步槍或者是手榴彈在穿甲效果上有限，或者是必須在近距離使用。反坦克地雷的使用限制也不少。使得步兵缺乏有效反裝甲武器，而必須仰賴高炮口初速的反戰車炮才有辦法抵銷威脅。直到反戰車高爆彈出現之後，可由步兵攜行的反戰車武器的研發才出現一道曙光。反坦克火箭以及反坦克榴彈提供步兵一種輕便，但是貫穿力可以威脅戰車的新武器，可是，他們在遠距離使用上，很容易受到環境的關係而影響命中率。
到了韓戰時期，反戰車火箭和輕型無後座力炮成為反裝甲武器的另外一種主流，可是要解決解決有效距離的問題，需要引進其他的技術，改善反戰車火箭在飛行過程中的偏差。解決的方式就是在火箭上融合可以修正飛行路徑的導引系統，使得反戰車火箭可以消除或者是降低天候與環境產生的誤差。
第一種進入服役的反戰車飛彈是法國於1955年推出，根據德國在二戰時期設計的魯爾X-4飛彈為藍本的SS.10反戰車飛彈；由於微電子設備的可靠性攸關導引系統成敗，因此在反戰車武器的研發上西方國家較蘇聯居先。但蘇聯在SS.10服役後也急起直追，在1958年研發出3M6熊蜂反坦克飛彈（AT-1）；讓反戰車飛彈真正受世人矚目則是在1973年的第四次中東戰爭，埃及陸軍主動對以色列發動全面性反攻，面對高素質的以色列裝甲部隊，埃及軍隊使用了由蘇聯援助的9M14嬰兒式反坦克飛彈（AT-3）伏擊了以色列舉世聞名的裝甲武力，重創以色列陸軍，使得反戰車飛彈聲名大噪。

### 第一代飛彈

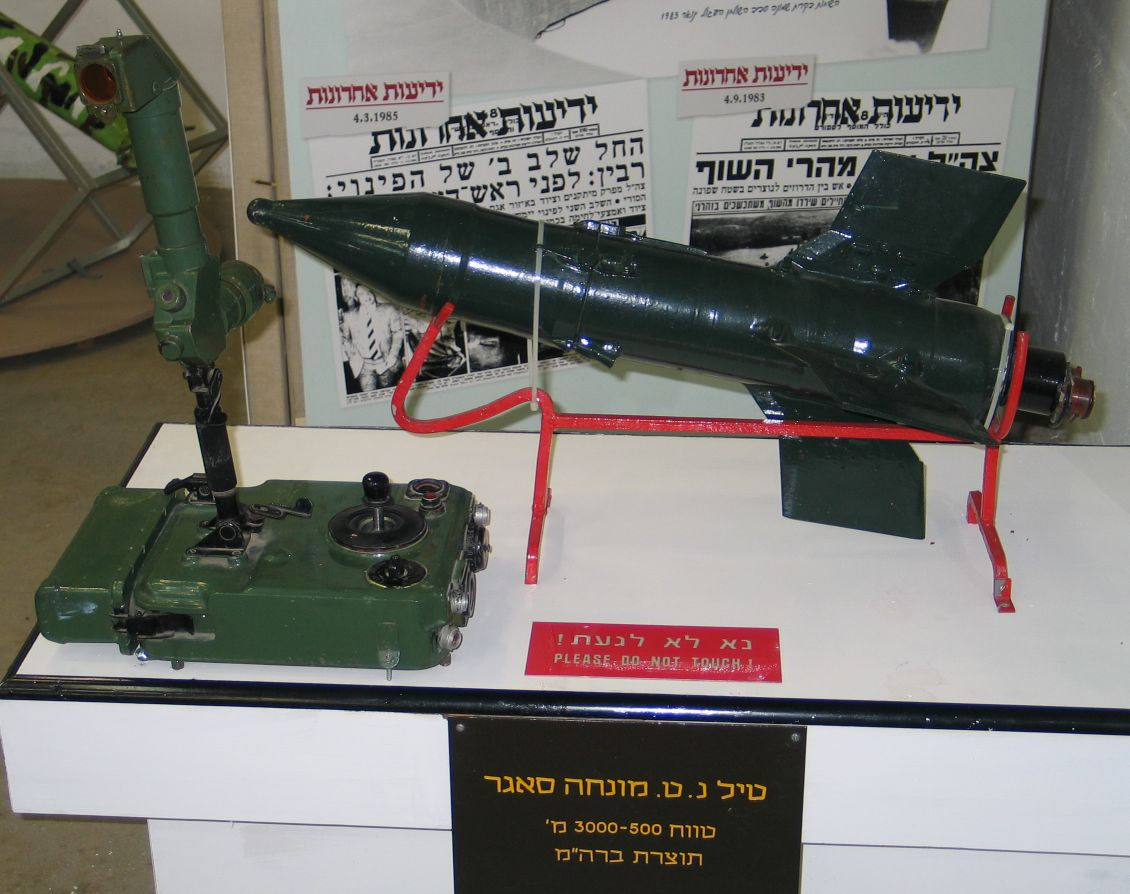
蘇聯AT-3反戰車飛彈，前方是他的控制箱和操縱搖桿

第一代反戰車飛彈使用手動指揮至瞄準線導引（Manual Command to Line of Sight，MCLOS），首先由操作員以目視尋找目標，在確認要攻擊的目標之後發射飛彈，飛彈飛行過程中需要操作员使用类似于操纵杆的设备来操舵飛彈击中目标。其短处为操作人员必须受过很好的训练并且必须在飛彈飞行时间里保持待在能持續观察目标的位置。这使得操作人员在操纵飛彈时很容易遭到攻击。
第一代的飛彈如蘇聯9M14嬰兒式反坦克飛彈（Sagger）反戰車飛彈和法國SS-10與SS-11飛彈。

### 第二代飛彈
第二代反戰車飛彈針對前一代需要由操作員同時追蹤目標與控制飛彈，導致工作量過高的缺點進行改良。改良的方向是採用半自動指揮至瞄準線導引（Semi-Automatic Command to Line of Sight，SACLOS）來減輕操作的負擔。操作員使用瞄準器標定目標之後，只要持續維持目標在瞄準線上，控制系統會根據發射裝置，飛彈以及目標之間的相對位置，自動將修正訊號傳送到飛彈上，當飛彈進入操作員的瞄準線範圍之後，會繼續保持直到命中為止`,这一类的飛彈也要求操作员在飛彈飞行过程中保持相对静止。這種導引方是類似乘波导引型態。
第二代飛彈較有名的包括美国的BGM-71陶式飛彈與法國米蘭反戰車飛彈（Milan）。

### 第三代飛彈

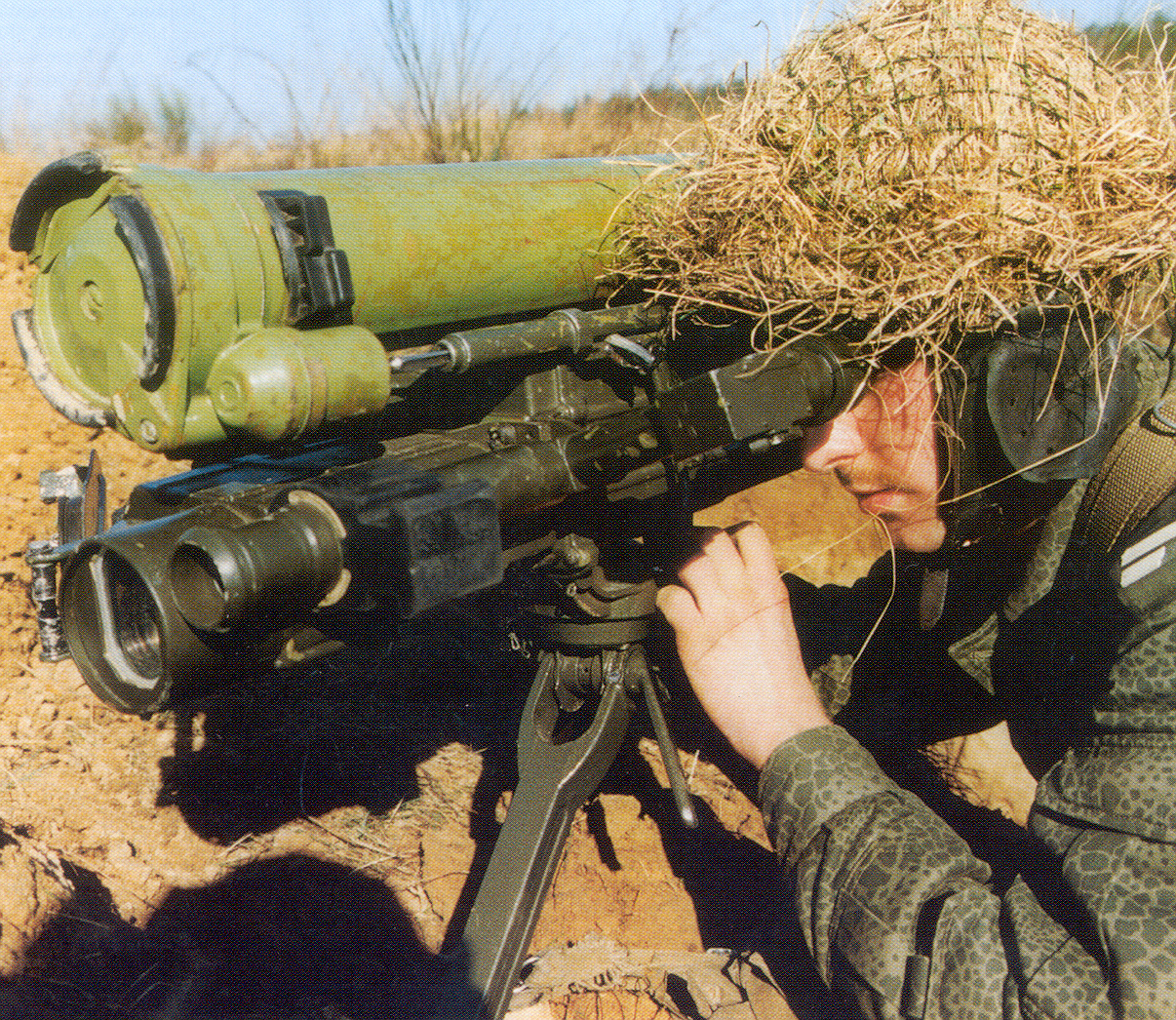
波兰军队的反戰車飛彈武器9K115反戰車飛彈

當前主流的反戰車飛彈約於1980年代後逐漸出現，被稱為第三代的反戰車飛彈改良點為主動導引設計（“射後不理”），導引手段包括使用光電成像、毫米波雷達（主要為W波段）等；待指定攻擊目標後射手即可撤離，增加反甲組安全性；不過主動導引尋標器也存在較容易受目標的主動電子干擾給阻礙的缺點。
美國的标枪飛彈、德国的PARS 3 LR、以色列的長钉式飛彈、中國的紅箭-12、印度的毒蛇飛彈以及瑞典的MBT LAW定義上屬於第三代的反戰車飛彈。

## 設計概念

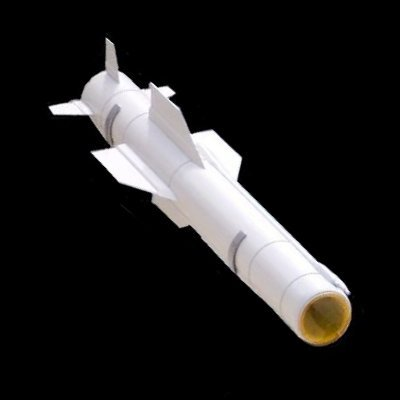
德国军队的射后不理型导弹PARS 3 LR

反坦克导弹武器的大小涵盖单兵肩扛式、需要小队运输及开火的三脚架组装式以及架设在战车和战斗机上的导弹系统。

## 參閱
- 反坦克導彈列表 （页面存档备份，存于）
- 反坦克武器
- 反坦克炮
- 飛彈導引